# Omorgus scabrosus
Omorgus scabrosus es una especie de escarabajo del género Omorgus, familia Trogidae. Fue descrita científicamente por Palisot de Beauvois en 1805.
Esta especie se encuentra en Canadá, Kansas, Oklahoma, Nueva York, Kentucky, Florida, Texas, Nebraska, Carolina del Sur, Colorado, Indiana y Iowa, también en México, en Sonora.